# União Europeia de Ciclismo

Logo UEC

A União Europeia de Ciclismo, oficialmente designada como Union européenne de cyclisme (UEC), é uma das cinco federações continentais membro da União Ciclística Internacional que agrupa as federações nacionais de ciclismo de 48 países. A sua sede é em Erlenbach, no cantão de Zurique da Suíça. Organiza os campeonatos europeus de diversas modalidades de ciclismo.

## Países membro
| Albânia              | Israel             |
| Alemanha             | Itália             |
| Andorra              | Letônia            |
| Armênia              | Liechtenstein      |
| Áustria              | Lituânia           |
| Azerbaijão           | Luxemburgo         |
| Bélgica              | Macedônia do Norte |
| Bielorrússia         | Malta              |
| Bósnia e Herzegovina | Moldávia           |
| Bulgária             | Mónaco             |
| Chipre               | Montenegro         |
| Croácia              | Países Baixos      |
| Dinamarca            | Noruega            |
| Eslováquia           | Polónia            |
| Eslovênia            | Portugal           |
| Espanha RFEC         | Chéquia            |
| Estónia              | Roménia            |
| França               | Rússia             |
| Finlândia            | San Marino         |
| Geórgia              | Sérvia             |
| Reino Unido          | Suécia             |
| Grécia               | Suíça              |
| Hungria              | Turquia            |
| Irlanda              | Ucrânia            |